# شهرستان جینپینگ (گوئیژو)
شهرستان جینپینگ (به انگلیسی: Jinping County) یک شهرستان در چین است که در کیاندونگنان واقع شده‌است.